# Phaeosphaeria culmorum
Phaeosphaeria culmorum är en svampart som först beskrevs av Auersw. ex Rehm, och fick sitt nu gällande namn av Leuchtm. 1984. Phaeosphaeria culmorum ingår i släktet Phaeosphaeria och familjen Phaeosphaeriaceae.  Arten är reproducerande i Sverige. Inga underarter finns listade i Catalogue of Life.